# Nanov
Nanov – wieś w Rumunii, w okręgu Teleorman, w gminie Nanov. W 2011 roku liczyła 3586 mieszkańców.